# Adeje (ort)
Adeje är en kommunhuvudort i Spanien.   Den ligger i provinsen Provincia de Santa Cruz de Tenerife och regionen Kanarieöarna, i den sydvästra delen av landet, 1 800 km sydväst om huvudstaden Madrid. Adeje ligger 284 meter över havet. Den ligger på ön Teneriffa.
Terrängen runt Adeje är varierad. Havet är nära Adeje åt sydväst. Runt Adeje är det tätbefolkat, med 397 invånare per kvadratkilometer. Närmaste större samhälle är Arona, 5,1 km sydost om Adeje. Omgivningarna runt Adeje är i huvudsak ett öppet busklandskap.